# The South Alberta Light Horse
The South Alberta Light Horse, abrégé en SALH, est un régiment blindé de la Première réserve de l'Armée canadienne. Il fait partie du 41e Groupe-brigade du Canada au sein de la 3e Division du Canada. Le quartier général régimentaire est situé à Medicine Hat, mais le régiment comprend également des détachements à Lethbridge et à Edmonton en Alberta.
Les origines du régiment remontent à plusieurs unités créées en Alberta dans les années 1900 et 1910 qui ont fusionné à différents moments au cours de leurs histoires pour former le régiment actuel. En plus de sa propre histoire et de celles des unités avec lesquelles il a fusionné au cours de son histoire, The South Alberta Light Horse perpétue l'héritage des Rocky Mountain Rangers (en) actifs lors de la rébellion du Nord-Ouest en 1885 ainsi que de douze unités du Corps expéditionnaire canadien de la Première Guerre mondiale.

## Rôle et organisation

Insigne distinctif de la 3e Division du Canada

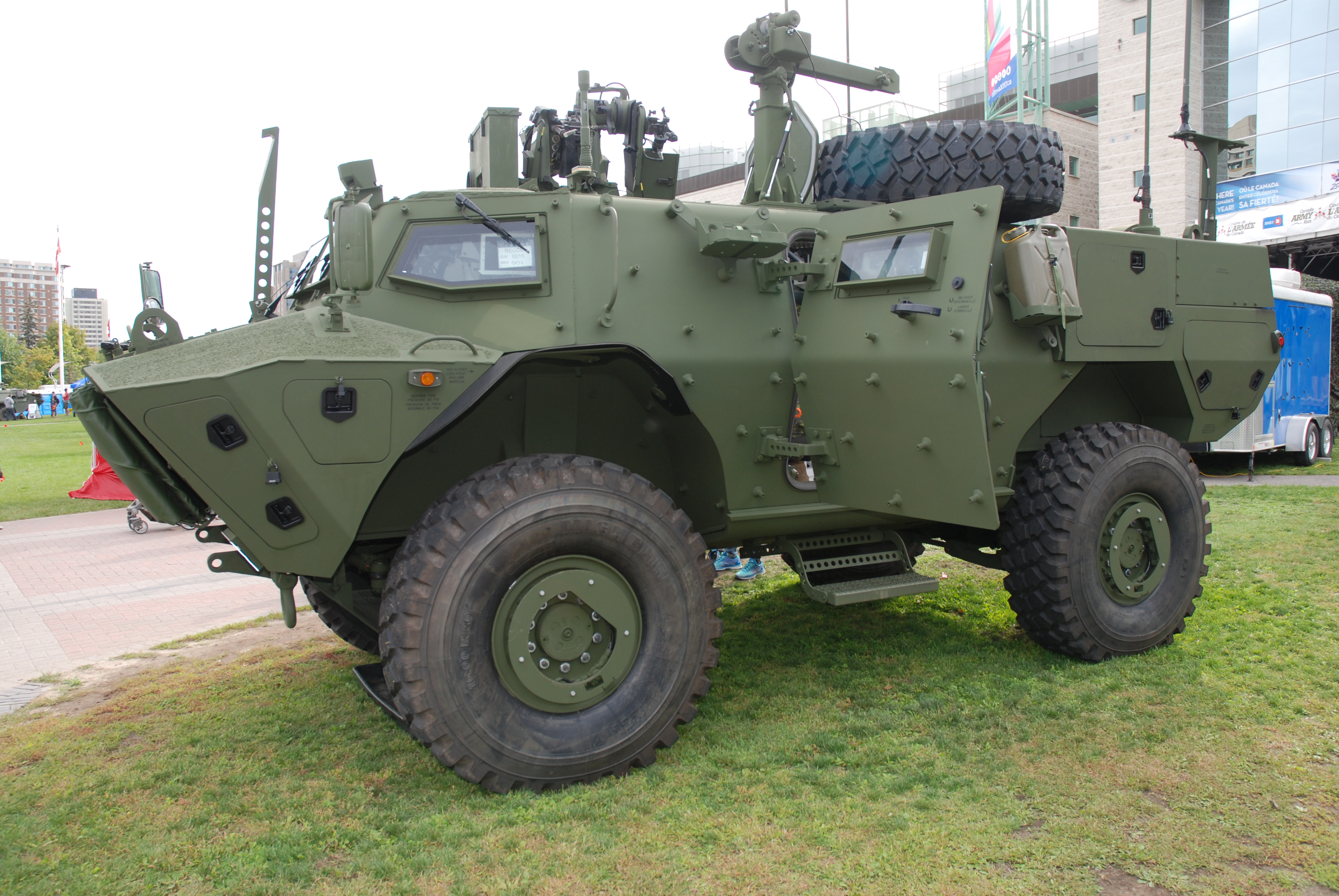
Le (VBTP)

The South Alberta Light Horse est un régiment du Corps blindé royal canadien. Il fait partie du 41e Groupe-brigade du Canada, un groupe-brigade de la Première réserve de l'Armée canadienne qui fait lui-même partie de la 3e Division du Canada. Son quartier général se situe à Medicine Hat et il comprend également des détachements à Lethbridge et à Edmonton en Alberta,. Le commandant actuel est le lieutenant-colonel Shawn Thirlwell et le sergent-major régimentaire actuel est l'adjudant-chef C. Howie.
Comme c'est le cas pour les autres unités de la Première réserve de l'Armée canadienne, The South Alberta Light Horse est responsable de former des soldats afin de servir de renfort lors des opérations des Forces armées canadiennes ainsi que d'être prêts pour le service actif pour appuyer les autorités civiles lors de catastrophes naturelles dans la région locale,.
L'équipement utilisé par le régiment inclut le véhicule utilitaire léger à roues (G Wagon) et le véhicule blindé tactique de patrouille (en) (VBTP) au niveau des véhicules ainsi que le fusil automatique C7A2 de 5,56 mm, la mitrailleuse semi-lourde C6 de 7,62 mm et la mitrailleuse légère C9A2 au niveau des armes.

## Histoire

### Origines

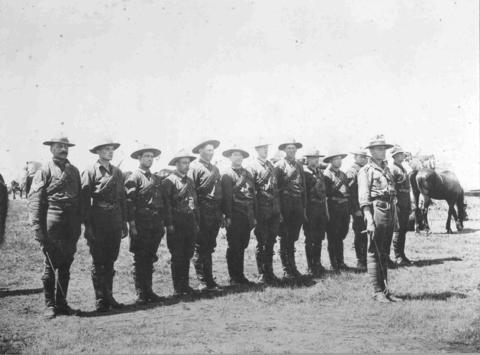
La troupe de Red Deer du 15th Light Horse en 1910

Les origines de l'unité remontent à six unités créées dans les années 1900 et 1910 en Alberta : The 15th Light Horse créé à Calgary le 3 juillet 1905, les 19th The Alberta Mounted Rifles créés à Edmonton le 1er février 1908, les 21st Alberta Hussars créés à Medicine Hat le 1er avril 1908, les 23rd Alberta Rangers créés à MacLeod le 1er avril 1908, le 101st Regiment créé à Edmonton le 1er avril 1908 et le 103rd Regiment "Calgary Rifles" créé à Calgary le 1er avril 1910. Le 1er mars 1909, le 101st Regiment est renommé en « 101st Regiment "Edmonton Fusiliers" » et, le 3 janvier 1911, les 19th The Alberta Mounted Rifles furent renommés en « 19th Alberta Dragoons ».

### Première Guerre mondiale

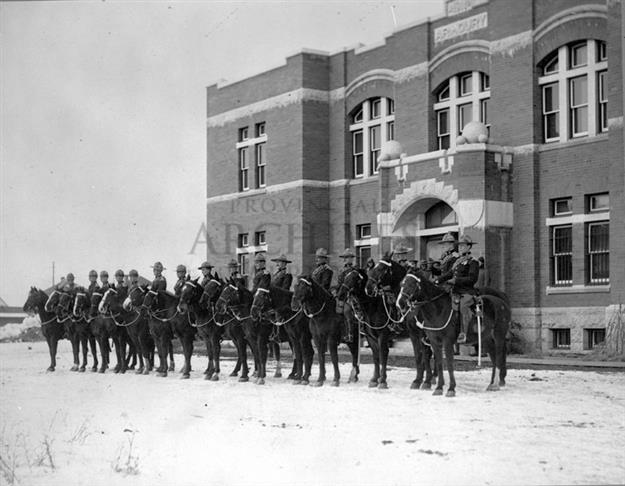
L'escadron B des 19th Alberta Dragoons à Edmonton en Alberta en novembre 1914

Dans la foulée de la Première Guerre mondiale, le 6 août 1914, des éléments des 19th Alberta Dragoons, des 21st Alberta Hussars, des 23rd Alberta Rangers et du 103rd Regiment "Calgary Rifles" furent mobilisés pour le service actif afin de fournier de la protection locale.
Le 10 août 1914, le 1st Divisional Cavalry Squadron, CEF fut créé et ce sont les 19th Alberta Dragoons qui recrutèrent ses membres. Le 1er octobre suivant, celui-ci s'embarqua pour la Grande-Bretagne. Le 12 février 1915, il débarqua en France. Le 12 février 1916, il devint l'escadron A du Canadian Corps Cavalry Regiment du Corps expéditionnaire canadien qui fut renommé en « Canadian Light Horse (en) » le 21 février 1917. Il combattit en Europe jusqu'à la fin du conflit et fut officiellement dissous le 6 novembre 1920.

### Entre-deux-guerres
Le 15 mars 1920, le 103rd Regiment "Calgary Rifles" fut divisé en deux régiments : The Alberta Regiment et The Calgary Regiment (de nos jours The King's Own Calgary Regiment (RCAC) et The Calgary Highlanders). Le même jour, The 15th Light Horse a été renommé en « 15th Canadian Light Horse », les 21st Alberta Hussars en « The Alberta Mounted Rifles » et le 101st Regiment "Edmonton Fusiliers" en « The Edmonton Regiment ». Le 1er mai 1922, ces derniers fusionnèrent avec les 23rd Alberta Rangers et la nouvelle unité conserva le nom de « The Alberta Mounted Rifles ». Le 15 mai 1924, The Alberta Regiment fut à nouveau divisé en deux régiments : The North Alberta Regiment et The South Alberta Regiment. Le même jour, The Edmonton Regiment fut lui aussi divisé en deux régiments, le premier conservant ce nom (de nos jours devenu The Loyal Edmonton Regiment (4e Bataillon, Princess Patricia's Canadian Light Infantry) et le second étant nommé The Edmonton Fusiliers.
Le 1er janvier 1931, The Alberta Mounted Rifles furent à nouveau divisés en deux régiments, le premier conservant le nom de « The Alberta Mounted Rifles » et le second étant nommé « The South Alberta Horse », le nom actuel du régiment.
Le 1er février 1936, The North Alberta Regiment fut dissous. Le 16 février suivant, le 15th Canadian Light Horse fusionna avec The South Alberta Horse pour former le 15th Alberta Light Horse et les 19th Alberta Dragoons fusionnèrent avec The Alberta Mounted Rifles conservant le nom de « 19th Alberta Dragoons ». Le 1er avril de la même année, la compagnie A du 13th Machine Gun Battalion, CMGC (de nos jours The King's Own Calgary Regiment (RCAC)) fut intégrée aux Edmonton Fusiliers et la compagnie C au South Alberta Regiment. Du 15 décembre 1936 au 1er avril 1941, la mention « (MG) » fut ajoutée au nom des Edmonton Fusiliers.

### Seconde Guerre mondiale

Insigne distinctif de la 4e Division blindée canadienne

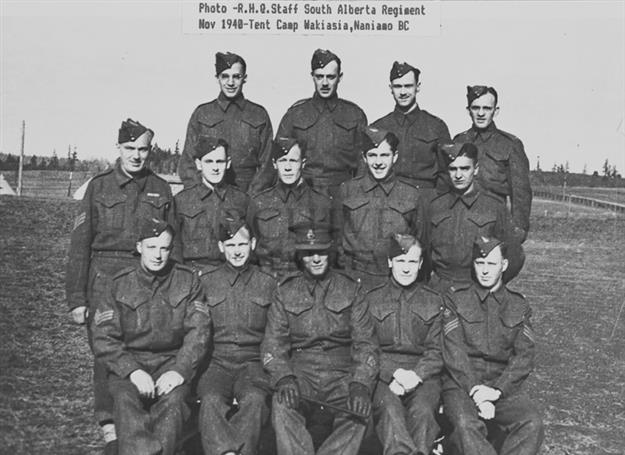
Le personnel du quartier général régimentaire du South Alberta Regiment au camp Wakesiah à Nanaimo en Colombie-Britannique en novembre 1940

Dans la foulée de la Seconde Guerre mondiale, le 26 août 1939, des détachements des Edmonton Fusiliers furent mobilisés pour le service actif afin de fournir de la protection locale. Ceux-ci furent dissous le 31 décembre 1940.
Le 24 mai 1940, The South Alberta Regiment mobilisa un bataillon pour le service actif. Le 26 janvier 1942, celui-ci fut converti à l'arme blindée et renommé en « 29th Armoured Regiment (The South Alberta Regiment), CAC, CASF ». Le 21 août 1942, il s'embarqua pour la Grande-Bretagne. Le 1er janvier 1943, il fut renommé en « 29th Armoured Reconnaissance Regiment (The South Alberta Regiment), CAC, CASF ». Le 24 juillet 1944, il débarqua en France. Il combattit au sein de la 10e Brigade d'infanterie de la 4e Division blindée canadienne en Europe jusqu'à la fin du conflit. Il fut officiellement dissous le 15 février 1946.
Le même jour, The Edmonton Fusiliers mobilisèrent également un bataillon pour le service actif qui servit au Canada à la défense territoriale au sein de la 13e Brigade d'infanterie canadienne de la 6e Division canadienne (en). Celui-ci fut dissous le 14 novembre 1945.
Le 18 mars 1942, le 5th Alberta Light Horse mobilisa un bataillon pour le service actif nommé « 31st (Alberta) Reconnaissance Battalion, CAC, CASF ». Le 8 juin 1942, il fut renommé en « 31st (Alberta) Reconnaissance Regiment, CAC, CASF ». Il servit d'abord au Canada à la défense territoriale au sein de la composante de la Région du Pacifique. Le 31 janvier 1945, il s'embarqua pour la Grande-Bretagne où il servit à fournir des renforts aux troupes canadiennes au front. Il fut officiellement dissous le 15 février suivant.
Le 12 mai 1942, The Edmonton Fusiliers mobilisèrent un autre bataillon pour le service actif qui servit au Canada à la défense territoriale au sein de la 16e Brigade d'infanterie canadienne de la 8e Division canadienne (en).  Celui-ci fut dissous le 15 août 1943.

### Histoire récente (depuis 1946)
Le 1er avril 1946, le 15th Alberta Light Horse fusionna avec la 22nd Field Battery, RCA (en) et fut alors converti en une unité d'artillerie et renommé « 68th Light Anti-Aircraft Regiment, RCA ». Le même jour, les 19th Alberta Dragoons et The Edmonton Fusiliers furent amalgamés et la nouvelle unité adopta le nom de « 19th (Alberta) Armoured Car Regiment, RCAC ». Le 4 février 1949, ce dernier fut renommé en « 19th Alberta Armoured Car Regiment ».
Le 28 septembre 1954, le 68th Light Anti-Aircraft Regiment, RCA, The South Alberta Regiment et le 41st Anti Tank Regiment (Self-Propelled), RCA furent amalgamés pour devenir The South Alberta Light Horse (29th Armoured Regiment). Le 1er novembre suivant, le 19th Alberta Armoured Car Regiment fut renommé en « 19th Alberta Dragoons (19th Armoured Car Regiment) ». Le 19 mai 1958, The South Alberta Light Horse (29th Armoured Regiment) fut renommé en « The South Alberta Light Horse » et le 19th Alberta Dragoons (19th Armoured Car Regiment) réadopta son nom originel de « 19th Alberta Dragoons ».
Le 28 février 1965, les 19th Alberta Dragoons furent réduits à un effectif nul et transférés à l'ordre de bataille supplémentaire. Du 7 octobre 1985 au 14 août 1997, la mention « (RCAC) » fut ajoutée au nom du South Alberta Light Horse. Le 31 mai 2006, The South Alberta Light Horse et les 19th Alberta Dragoons furent amalgamés et la nouvelle unité conserva le nom de « The South Alberta Light Horse ».

## Perpétuations

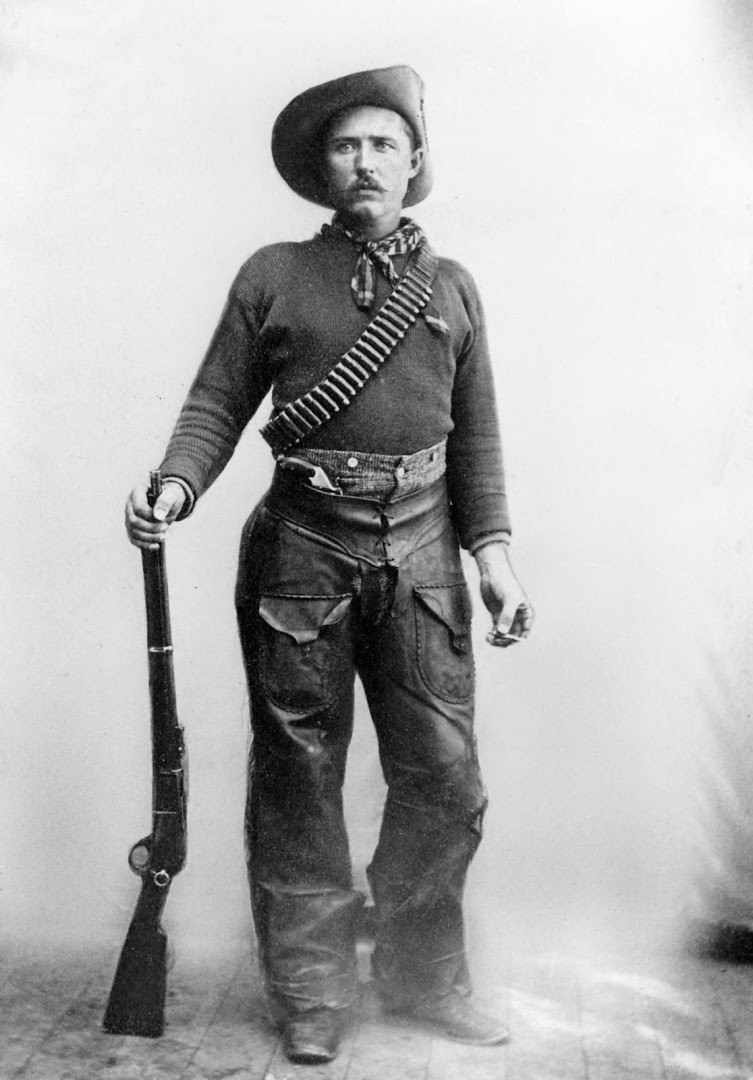
Un membre des troupes des Rocky Mountain Rangers en 1885

En plus de sa propre histoire et de celles des unités avec lesquelles il a fusionné au cours de son histoire, The South Alberta Light Horse perpétue l'héritage de douze unités du Corps expéditionnaire canadien de la Première Guerre mondiale : les 3rd, 12th Regiment, Canadian Mounted Rifles, CEF et 13th Regiment, Canadian Mounted Rifles, CEF, les 9th, 31st, 66th, 113th, 138th, 175th, 187th et 202nd "Overseas" Battalion, CEF ainsi que la 22nd Battery, CFA, CEF. De plus, le 16 mars 1932, le régiment fut autorisé à perpétuer l'héritage des Rocky Mountain Rangers (en).
Dans la foulée de la rébellion du Nord-Ouest, le 10 avril 1885, les Rocky Mountain Rangers furent mobilisés pour le service actif. Ils servirent à patrouiller dans la région de Medicine Hat en Alberta ainsi qu'à la frontière internationale. Ils furent officiellement dissouts le 18 septembre de la même année.

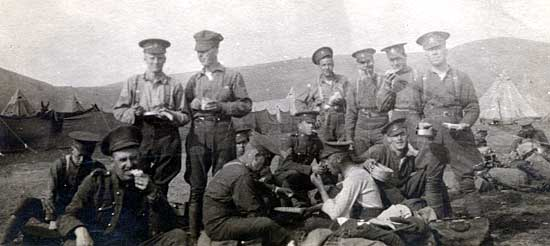
Troupes des transmissions du 13th Regiment, Canadian Mounted Rifles avec des soldats du Princess Patricia's Canadian Light Infantry au camp Sarcee près de Calgary en Alberta en 1915

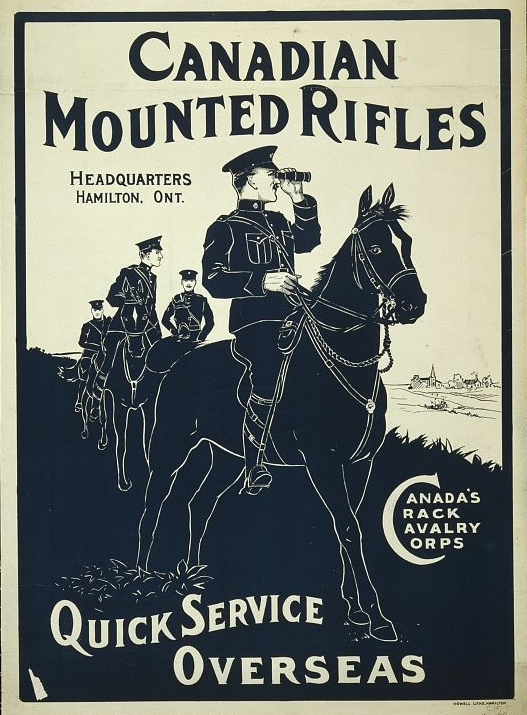
Affiche de recrutement des Canadian Mounted Rifles

Le 3rd Regiment, Canadian Mounted Rifles, CEF a été créé le 7 novembre 1914. Le 22 juin de l'année suivante, il s'embarqua pour la Grande-Bretagne. Le 22 septembre suivant, il débarqua en France où il combattit au sein de la 1re Bridage de fusiliers montés canadienne. Le 31 décembre 1915, son personnel fut transféré aux 1er et 2e Bataillon des Canadian Mounted Rifles (en) qui combattaient au sein de la 3e Division canadienne. Il fut officiellement dissous le 12 août 1917.
Les 12th et 13th Regiment, Canadian Mounted Rifles, CEF furent créés le 15 mars 1915. Le 8 octobre suivant, le 12th s'embarqua pour la Grande-Bretagne où, le 3 février 1916, son personnel fut transféré au Canadian Calvary Depot qui servait à fournir des renforts aux troupes canadiennes au front. Le 23 avril suivant, le 13th Regiment fut converti en unité d'infanterie et renommé en « 13th "Overseas" Canadian Mounted Rifles Battalion, CEF ». Le 29 juin suivant, il s'embarqua pour la Grande-Bretagne et, le 19 juillet, son personnel fut transféré à diverses unités qui servaient à fournir renforts aux troupes canadiennes au front. Il fut officiellement dissous le 15 septembre 1917. De son côté, le 12th Regiment, Canadian Mounted Rifles, CEF fut dissous le 5 avril 1918.
La 22nd Battery, CEF a été créée le 10 août 1914. Le 27 septembre suivant, elle s'embarqua pour la Grande-Bretagne. En mars de l'année suivante, son personnel fut transféré à la Canadian Reserve Artillery Bridage, CEF. Le 19 septembre 1915, elle fut formée à nouveau sous le nom de « 30th (Howitzer) Battery, CFA, CEF ». Le 25 octobre suivant, elle fut renommée en « 22nd (Howitzer) Battery, CFA, CEF ». Le 19 janvier de l'année suivante, elle débarqua en France où elle servit au sein de la 6th (Howitzer) Brigade, CFA, CEF jusqu'à la fin du conflit. Elle fut officiellement dissoute le 23 octobre 1920.
| Nom                             | Date de création | Date d'embarquement pour la Grande-Bretagne | Histoire | Date de dissolution |
| ------------------------------- | ---------------- | ------------------------------------------- | --- | ------------------- |
| 9th Battalion, CEF              | 10 août 1914     | 1er octobre 1914                            | Le 10 décembre 1915, il fut renommé en « 9th Reserve Infantry Battalion, CEF » et servit à fournir des renforts aux troupes canadiennes au front        | 15 septembre 1917   |
| 31st Battalion, CEF             | 7 novembre 1914  | 17 mai 1915                                 | Le 18 septembre 1915, il débarqua en France où il combattit au sein de la 6e Brigade d'infanterie de la 2e Division canadienne.                         | 30 août 1920        |
| 66th "Overseas" Battalion, CEF  | 20 avril 1915    | 28 avril 1916                               | Le 7 juillet 1916, son personnel fut transféré au 9th Reserve Battalion, CEF qui servait à fournir des renforts aux troupes canadiennes au front.       | 30 août 1920        |
| 113th "Overseas" Battalion, CEF | 22 décembre 1915 | 25 septembre 1916                           | Le 8 octobre 1916, son personnel fut transféré au 17th Reserve Battalion, CEF qui servait à fournir des renforts aux troupes canadiennes au front.      | 1er septembre 1917  |
| 138th "Overseas" Battalion, CEF | 22 décembre 1915 | 22 août 1916                                | Le 8 décembre 1916, son personnel fut transféré au 128th "Overseas" Battalion, CEF qui servait à fournir des renforts aux troupes canadiennes au front. | 30 août 1920        |
| 175th "Overseas" Battalion, CEF | 15 juillet 1916  | 3 octobre 1916                              | Le 10 janvier 1917, son personnel fut transéféré au 21st Reserve Battalion, CEF qui servait à fournir des renforts aux troupes canadiennes au front.    | 17 juillet 1917     |
| 187th "Overseas" Battalion, CEF | 15 juillet 1916  | 16 décembre 1916                            | Le 20 janvier 1917, son personnel fut transféré au 21st Reserve Battalion, CEF qui servait à fournir des renforts aux troupes canadiennes au front.     | 11 avril 1918       |
| 202nd "Overseas" Battalion, CEF | 15 juillet 1916  | 23 novembre 1916                            | Le 27 mai 1917, son personnel fut transféré au 9th Reserve Battalion, CEF qui servait à fournir des renforts aux troupes canadiennes au front.          | 18 février 1918     |

## Honneurs et distinctions

### Honneurs de bataille

Guidon du South Alberta Light Horse

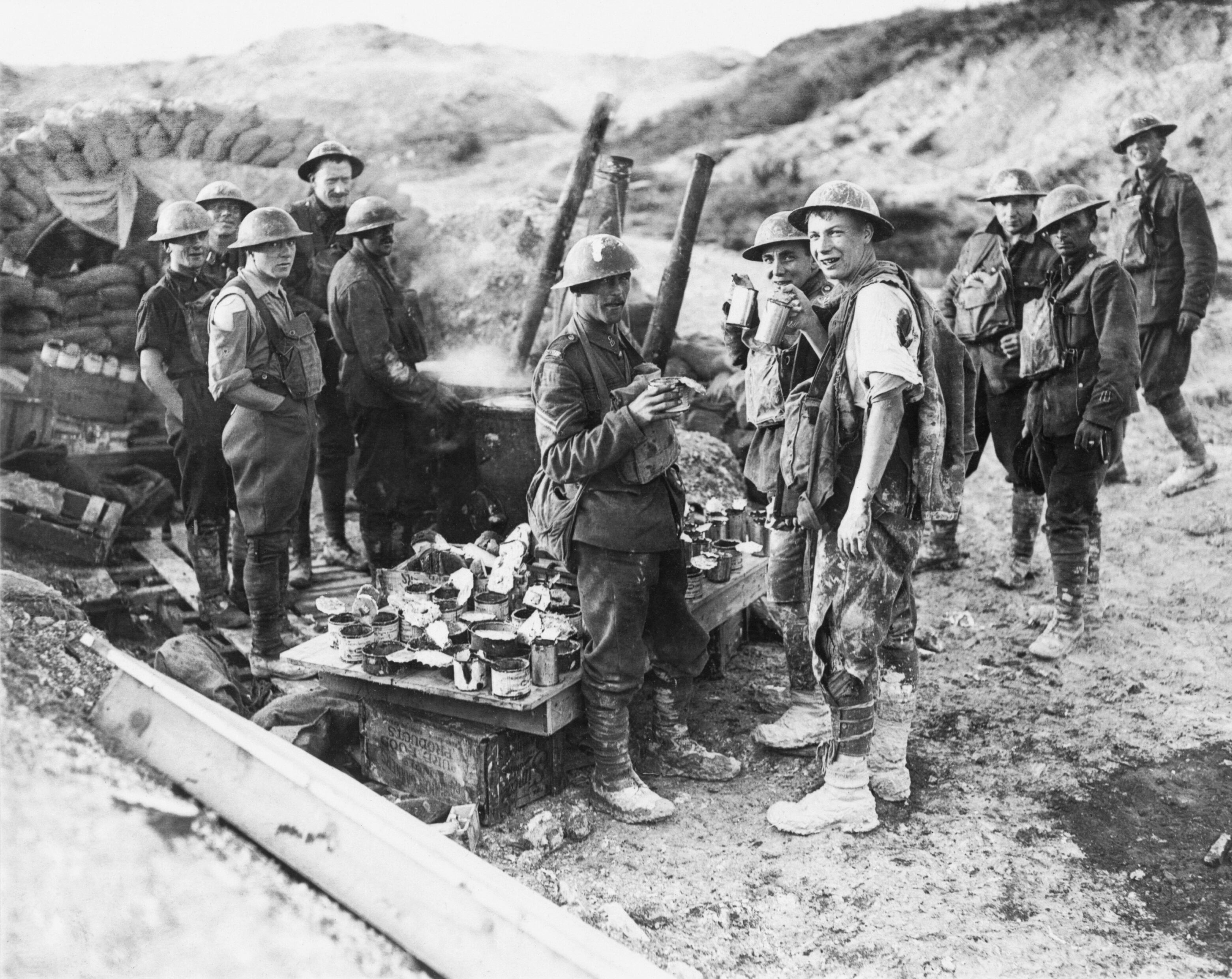
Soldats canadiens lors de la bataille de la côte 70 au cours de la Seconde Guerre mondiale

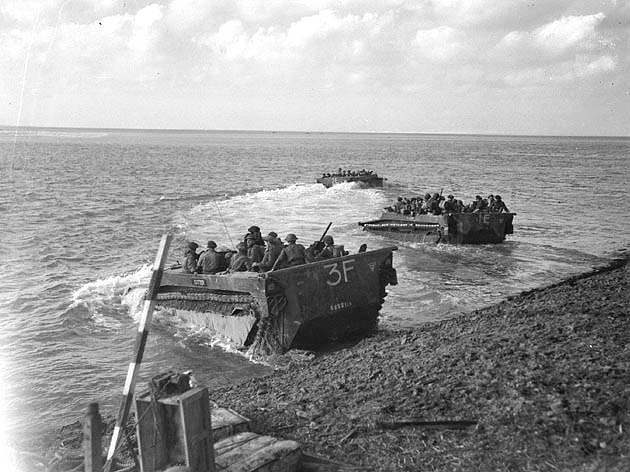
Des véhicules amphibies transportant les troupes de la 1re Armée canadienne pendant la bataille de l'Escaut en Belgique en septembre 1944 lors de la Seconde Guerre mondiale

Les honneurs de bataille sont le droit donné par la Couronne au régiment d'apposer sur ses couleurs les noms des batailles ou des conflits dans lesquels il s'est illustré.
| Rébellion du Nord-Ouest                                                            | Rébellion du Nord-Ouest       |
| ---------------------------------------------------------------------------------- | ----------------------------- |
| Canada du Nord-Ouest, 1885 (*)                                                     |                               |
| Première Guerre mondiale                                                           |                               |
| Ypres, 1915, '17 *                                                                 | Gravenstafle                  |
| Saint-Julien                                                                       | Festubert, 1915               |
| Mont-Sorrel *                                                                      | Somme, 1916, '18 *            |
| Flers-Courcelette                                                                  | Thiepval                      |
| Crête d'Ancre                                                                      | Arras, 1917, '18 *            |
| Vimy, 1917 *                                                                       | Arleux                        |
| Scarpe, 1917, '18                                                                  | Côte 70 *                     |
| Passchendaele *                                                                    | Amiens *                      |
| Drocourt-Quéant (en)                                                               | Ligne Hindenburg              |
| Canal du Nord                                                                      | Cambrai, 1918 *               |
| Poursuite vers Mons                                                                | France et Flandres, 1915-18 * |
| Seconde Guerre mondiale                                                            |                               |
| Falaise *                                                                          | Route de Falaise *            |
| La Laison                                                                          | Saint-Lambert-sur-Dives *     |
| Moerbrugge *                                                                       | L'Escaut *                    |
| Woensdrecht                                                                        | La Basse-Meuse *              |
| Kapelsche Veer                                                                     | La Rhénanie *                 |
| La Hochwald *                                                                      | Veen *                        |
| Canal Twente                                                                       | Bad Zwischenahn               |
| Nord-Ouest de l'Europe, 1944-1945 *                                                |                               |
| Guerre d'Afghanistan                                                               |                               |
| Afghanistan                                                                        |                               |
| * indique les honneurs de bataille qui sont blasonnés sur les couleurs du régiment |                               |

### Récipiendaire de la croix de Victoria

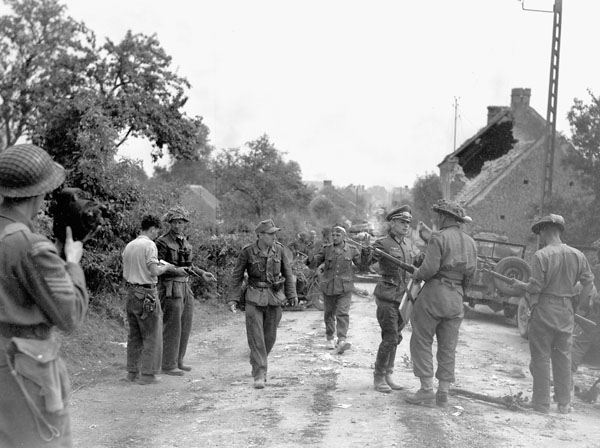
Le major David Vivian Currie (à gauche tenant un pistolet) acceptant la capitulation de troupes allemandes à Saint-Lambert-sur-Dives en France le 19 août 1944 ; ce qui lui a valu la croix de Victoria, la plus haute récompense des forces du Commonwealth

La croix de Victoria est la plus haute récompense des forces du Commonwealth. Elle est décernée en reconnaissance d'un acte de bravoure et de dévouement ultime face à l'ennemi. Un récipiendaire, David Vivian Currie, est issu du South Alberta Light Horse qui en a été décoré pour ses actions au cours de la Première Guerre mondiale.

## Traditions et patrimoine

Drapeau de camp du South Alberta Light Horse

Les traditions et les symboles du South Alberta Light Horse sont les éléments essentiels à l'identité régimentaire. Le symbole le plus important est l'insigne du régiment qui est composé d'un cerf vu de face d'argent soutenu d'un listel d'azur liséré d'or portant l'inscription « Semper Alacer » en lettres majuscules d'or avec le sigle « SALH » aussi en lettres majuscules d'or brochant sur deux burèles d'or entre ses bois ainsi qu'une plaque d'azur lisérée d'or portant l'inscription « Canada » en lettres majuscules d'or au sommet de ses andouillers supérieurs soutenant la couronne royal aux couleurs naturelles.
La tête de cerf est une référence au pronghorn qui faisait partie de l'insigne du 15th Light Horse. « Semper Alacer » est la devise du régiment et signifie « Toujours alerte » en latin tandis que « SALH » est l'abréviation du nom du régiment.
Un autre élément important de l'identité d'un régiment sont les marches régimentaires. Celle du South Alberta Light Horse est A Southerly Wind and a Cloudy Sky,.
The South Alberta Light Horse est jumelé avec The Princess of Wales's Royal Regiment (Queen's and Royal Hampshires) et The Light Dragoons, deux régiments de l'Armée britannique.